# 梁道明
梁道明是14世纪明朝时一名来自广东南海的潜逃者，居住在三佛齐的巨港。1397年，爪哇满者伯夷国王灭三佛齐旧王朝，旅居三佛齐的华人一千多人拥戴梁道明为三佛齐王（巨港的统治者）。根据明朝的记录，梁道明在巨港拥有数以千计的追随者和一支相当强大的军队，守卫三佛齐北方疆土，对抗满者伯夷。
據《明史》〈卷三百二十四─外國五/三佛齊〉記載，梁道明统治三佛齐期间有大量福建、广东军民投奔。1405年（永乐三年），明成祖派梁道明国王的同乡监察御史谭胜受和千户杨信带敕书前往招安。梁道明国王和臣子郑伯可一同入朝贡方物，受封赏后回乡。